# Helma Neppérus
Helma Neppérus (Amsterdam, 21 juni 1950) is een Nederlands voormalig politica. Vanaf de Tweede Kamerverkiezingen 2006 tot 2017 maakte zij namens de Volkspartij voor Vrijheid en Democratie (VVD) deel uit van de Tweede Kamer. Zij was belastingwoordvoerder van haar fractie.

## Levensloop
Helma Neppérus studeerde van 1968 tot 1971 aan de School voor Journalistiek in Utrecht en vervolgens tot 1976 rechten aan de Rijksuniversiteit Leiden. Ze was lid van de Koninklijke Studentenroeivereniging Njord en roeide in het Nederlandse roeiteam. Op de Olympische Spelen was ze actief als kamprechter bij het roeien en was ze op het wereldkampioenschap onder de 23 jaar actief als scheidsrechter. Later zou ze verschillende bestuursfuncties bekleden in de roeiwereld, onder andere bij de Koninklijke Nederlandsche Roeibond (KNRB) en de Internationale Roeibond.
In haar loopbaan werkte ze voor de Belastingdienst en het ministerie van Financiën. Ze werd in 2000 bestuurslid van de VVD in Voorschoten en in 2002 gekozen in de gemeenteraad van Voorschoten. In 2004 werd ze fractievoorzitter van de VVD in deze raad. In 2005 en 2006 werkte zij voor de Inspectie Verkeer en Waterstaat (IVW) van het Ministerie van Verkeer en Waterstaat.
Bij de Tweede Kamerverkiezingen 2006 stond Neppérus op een vijftiende plek op de kandidatenlijst van de VVD. Ze houdt zich in het parlement bezig met ruimtelijke ordening en het milieubeleid. Ze hield haar maidenspeech op 6 februari 2007 over een verbod op de handel in producten van zadelrobben en klapmutsen. Vanwege het koude en barre weer in Nederland in de winter van 2010, Climategate en twee fouten in een rapport van het IPCC, zette Neppérus vraagtekens bij de vermeende opwarming van de Aarde. Ze verzocht verantwoordelijk minister Jacqueline Cramer om een onafhankelijk en kritisch onderzoek uit te laten voeren naar de opwarming van de Aarde. In oktober 2010 diende ze een motie in waarin de regering werd opgeroepen "zich ervoor in te zetten dat zaken bij het IPCC echt anders gaan worden aangepakt en dat ook klimaatsceptici bij vervolgstudies worden betrokken". Volgens Jan Paul van Soest bereikte de klimaatscepsis in Nederland daarmee haar dieptepunt. Neppérus was lid van de Parlementaire enquêtecommissie Financieel Stelsel. Neppérus was formateur bij collegevorming van de gemeente Bodegraven, van april 2018 tot mei 2018.
Helma Neppérus is ongehuwd.

## Onderscheidingen
- Benoemd tot erelid van de KNRB, 1991
- Benoemd tot erelid van de Koninklijke Studenten Roeivereniging 'Njord', 1999[6]
- Ridder in de Orde van Oranje-Nassau (27 april 2001), vanwege haar verdiensten voor het roeien
- Ridder Legioen van Eer van Frankrijk[7] (Frankrijk) (20 november 2001)